# Godzilla vs Biollante
Pour les articles homonymes, voir Godzilla.
Série Heisei
Le Retour de Godzilla
(1984) Godzilla vs King Ghidorah
(1991)
Pour plus de détails, voir Fiche technique et Distribution.
Godzilla vs Biollante (ゴジラvsビオランテ, Gojira tai Biorante) est un film japonais réalisé par Kazuki Ōmori, sorti en 1989. Ce film fait suite au tout premier film Godzilla et à Le Retour de Godzilla sorti en 1984, ce qui en fait le deuxième film de l'ère Heisei.

## Synopsis
Quelques cellules de Godzilla sont récupérées à Tokyo sur le lieu du combat précédent. Le professeur Shiragami est chargé de les étudier, mais malheureusement le laboratoire est attaqué et sa fille bien-aimée tuée. Le professeur abandonne le projet, et se consacre à une rose, trouvée près du corps de sa fille, et dans laquelle l'âme de cette dernière s'est, pense-t-il, réincarnée. Cinq ans plus tard, le professeur est recontacté pour créer une arme bactériologique à partir des cellules de Godzilla, car ce dernier est en train de se réveiller. Mais le professeur Shiragami mélange en fait les cellules du monstre avec celles de la fameuse rose qui est en train de mourir. Cela va donner naissance à Biollante.

## Saradia
La République de Saradia est le nom d'une nation arabe fictive du Moyen-Orient avec un climat désertique disposant de grands dépôts pétroliers, riche en raison de ses puits de pétrole et de ses exportations et probablement membre de l'OPEP. Elle est reconnue comme un stand-in pour tous les pays exportateurs de pétrole du Moyen-Orient, en particulier l'Arabie Saoudite. Grâce à son programme bio-ingénierie Saradia a nourri l'espoir de récolter des céréales grâce à ses déserts et de devenir un pays agricole exportateur. Un atout pour ce programme est le Dr Shiragami, une personne déplacée, généticien japonais.
En 1984, à la suite de l'apparition d'un nouveau Godzilla , un agent saradien obtient un échantillon de peau de Godzilla dans un Tokyo qui dévasté. Avec les propriétés d'auto-reproduction codées dans les cellules Godzilla (Cellules-G), Shiragami vise à développer les cultures vivrières désertiques durable. Ce programme a cependant été déjoué quand l'organisation terroriste Américaine Bio-Major détruit le laboratoire saradien une fois l'échantillon de peau et de la fille et l'assistant de Shiragami Erika entre leur mains. En 1989 Shiragami, est recruté par le gouvernement japonais pour développer une anti- énergie-nucléaires (ANEB) avec un autre échantillon de cellules-G .
Deux grandes entreprises de Saradia maintiennent une présence au Japon: Saradia Oil Corporation, qui exporte le pétrole et son programme d'espionnage , pour lequel la société Oil sert d'écran. Un espion Saradien (SSS-9), l'assassin qui avait pillé l'échantillon de peau d'origine et plus tard, une fiole à vide de ANB de Bio-Major agents.

### Fiche technique
Source : générique du film conservé au NFAJ
- Titre : Godzilla vs Biollante
- Titre original : ' (ゴジラvsビオランテ, Gojira tai Biorante?)
- Réalisation : Kazuki Ōmori
- Scénario : Kazuki Ōmori d'après une histoire de Shin'ichirô Kobayashi (ja)
- Production : Tomoyuki Tanaka et Shōgo Tomiyama
- Musique : Kōichi Sugiyama
- Photographie : Yūtai Katō (ja)
- Montage : Michiko Ikeda (ja)
- Décors : Shigekazu Ikuno (ja)
- Costumes : Kenji Kawasaki
- Pays d'origine :  Japon
- Langue originale : japonais
- Format : couleur - 1,85:1 - Dolby Surround - 35 mm
- Genre : Action, science-fiction ; kaiju eiga
- Durée : 105 minutes[2]
- Dates de sortie :
  - Japon : 16 décembre 1989[2]

## Distribution
- Kunihiko Mitamura : Kazuhito Kirishima
- Yoshiko Tanaka : Asuka Okōchi
- Masanobu Takashima : le major Shō Kuroki
- Megumi Odaka : Miki Saegusa
- Tōru Minegishi : le lieutenant Goro Gondo
- Kōji Takahashi : Dr Shiragami
- Toshiyuki Nagashima : le directeur Seiichi Yamamoto
- Ryunosuke Kaneda : le père d'Azuka
- Kosuke Toyohara : contrôleur du Super-X2
- Kazuma Matsubara : coordinateur du Super-X2
- Yasunori Yuge : le Premier Ministre
- Yoshiko Kuga : la femme du Premier Ministre
- Yasuko Sawaguchi : Erika Shiragami
- Haruko Sagara : reporter TV
- Kōichi Ueda : le Général Hyodo
- Katsuhiko Sasaki : un soldat avec des lunettes
- Kenzō Hagiwara : officier
- Kenpachirō Satsuma : Godzilla
- Yoshitaka Kimura : Biollante
- Shigeru Shibazaki : Biollante
- Masashi Takegumi : Biollante
- Demon Kakka : Demon Kogure Kakka
- Kurt Cramer : espion BioMajor John Lee
- Derrick Holmes : espion BioMajor Michael Low
- Beth Blatt : reporter
- Robert Corner : extra
- Abdallah Helal : scientifique
- Manjot Beoi : directeur d'usine
- Brien Uhl : SSS9

## Autour du film
- Le film devait à l'origine comporter un monstre hybride poisson-rat nommé Deautalios, une autre création du Dr. Shiragami. Il devait lutter contre Godzilla puis perdre. Après quoi, ce dernier aurait dévoré sa chair. Mais il a finalement été remplacé par la forme actuelle de Biollante.

## Récompenses
- 1990 : prix Mainichi de la meilleure actrice pour Yoshiko Tanaka (conjointement pour Pluie noire)[3]